# Забашта Василь Іванович
Васи́ль Іва́нович Заба́шта (* 18 липня (в деяких джерелах 10 червня) 1918, хутір Бабенків — нині Ізюмського району Харківської області — † 20 квітня 2016, м. Київ) — український довгожитель, живописець, народний художник. 1979 — заслужений діяч мистецтв УРСР, 1980 — професор Київського художнього інституту, 1999 — народний художник України.

## Нагороди
- Ордени Слави II і III ступеня (1944) та медалі.
- Срібна (2007) та золота (2008) медалі АМУ.

## Життєпис
Був молодшим із одинадцяти дітей у родині, батько походив зі старовинного чумацького роду. В 1937—1939 роках навчався в Харківському художньому училищі, займався в мистецькому гуртку Володимира Яковенка, згодом — із Володимиром Савиним.
Учасник радянсько-фінської війни — радист, у першому ж бою важко поранений, багато місяців лікувався; та Другої світової війни — Південно-Західний, Брянський, Український фронти.
21 липня 1944 гвардії старшина Забашта провів розвідку боєм під містечком Глиняни, знищив вогневу точку, захоплено штабного офіцера.
В часі війни нацисти вбили матір, старший і молодший брати не повернулися з фронтів.
Навчався в 1946—1947 — у Харківському художньому інституті. 1951 року закінчив Київський художній інститут, його педагогами були Карпо Трохименко, Володимир Костецький, Георгій Меліхов. Проходив аспірантуру під керівництвом В. Костецького.
З 1949 року брав участь у республіканських, 1954 — всесоюзних, 1955 — зарубіжних виставках.
Став членом НСХУ(1951).
Перебував у складі першої творчої групи радянських художників у Китаї з листопада 1956 до квітня 1957 року.
З 1952 року працював у Київському художньому інституті. Керував художньою студією Жовтневого палацу культури (Київ, 1952–76). Працював у Товариствіві охорони пам'яток історії та культури України (1972–85). Співорганізатор та член правління Всеукр. громад. орг-ції «Зелений світ» (1989–94). В 1972—1978 роках займав посаду декана живописного, графічного та скульптурного факультетів. З 1993 року керує навчально-творчою майстернею пейзажного живопису.
Майстер історично-жанрових картин, портрета, пейзажу та натюрморту. Живописна манера еволюціонувала від мінорно-хроматичної до мажорно-світлоносного колориту, акцентованої звучності барв. Надавав естетичної самоцінності барвистому, багатошаровому пастозному малярству.
Став Народним художником України (1999).
Від 2001 року — почесний громадянин міста Ізюм.
Автор низки статей, книги спогадів «Світ очима художника» (К., 2009). Серед учнів — І.Вишеславська, Т.Голембієвська,  В. Гурін, П. Колісник, О. Морозова, О. Одайник, О.Голуб, В. Реунов, М. Романишин та ін.
Батько Галини та Ростислава Забашт.

## Роботи
- 1949 — «„Язика“ привели»,
- 1951 — «С. Гулак-Артемовський і М. Глинка» — дипломна робота,
- 1954 — «П. І. Чайковський у М. В. Лисенка»,
- 1956 — «У роки окупації» — присвячена Лялі Убийвовк,
- 1959 — «М. Лисенко і Леся Українка»,
- 1964 — «Спогади про Україну»,
- 1967 — «Олександр Пархоменко»,
- 1968 — «Автопортрет»,
- 1969 — «Портрет професора М. Шарлеманя»,
- 1971 — «Куркульська помста»,
- 1975 — «Салют Перемоги» (1978 перероблено),
- 1977 — «В гостях»,
- 1984 — «Мати. З походу не вертаються сини»,
- 1988 — «Апостол правди і свободи»,
- 1989 — «Портрет С. А. Таранушенка»,
- 1990 — «Мати»,
- 1992 — «Захід сонця»,
- 1995 — «Бабине літо»,
- 1995 — «Сагайдачний та Гальшка Гулевичівна»,
- 1997 — «Літнє небо»,
- 1990—1999 — «Кирило-Мефодіївське братство»,
- 2000 — «Бандурист Г. Ткаченко».
- 2000 — «Прометей духу», Намалював серію пейзажів із краєвидами Криму, Седнєва, околиць Києва.

Серед його учнів — заслужений художник України Мельничук Ігор Юліанович.

## Погляди
Член Народного Руху України, Товариства охорони пам'яток історії та культури України, Товариства української мови.
Написав книгу спогадів «Шлях до творчості» з трьох частин — «Ангел на греблі», «Мої вчителі та друзі», «Творчість».